# Marie-Catherine Monge
Marie-Catherine Monge, comtesse de Péluse, née Huart le 2 juin 1747 à Rocroi, Ardennes, décédée le 27 février 1846 à Paris à 98 ans, est l’épouse d’un maître de forges ardennais. Elle se remarie en 1777 avec Gaspard Monge. Durant la période révolutionnaire, elle anime un salon rue des Petits-Augustins, partage avec son mari la ferveur des événements,  et favorise le mariage de ses deux filles survivantes à deux hommes politiques de cette Révolution, l’une avec Joseph Eschassériaux, l’autre avec Nicolas-Joseph Marey. Durant le Consulat et l’Empire, le couple Monge fait partie des proches de Napoléon Bonaparte. Après la mort de Gaspard Monge, en 1818, elle entretient son souvenir, ainsi qu’une certaine  nostalgie du régime consulaire et impérial au sein de la communauté scientifique, maintenant ainsi dans ce milieu un courant bonapartiste complémentaire de celui existant au sein de l’Armée ou parmi les anciens militaires.

## Biographie

### Vie dans les Ardennes

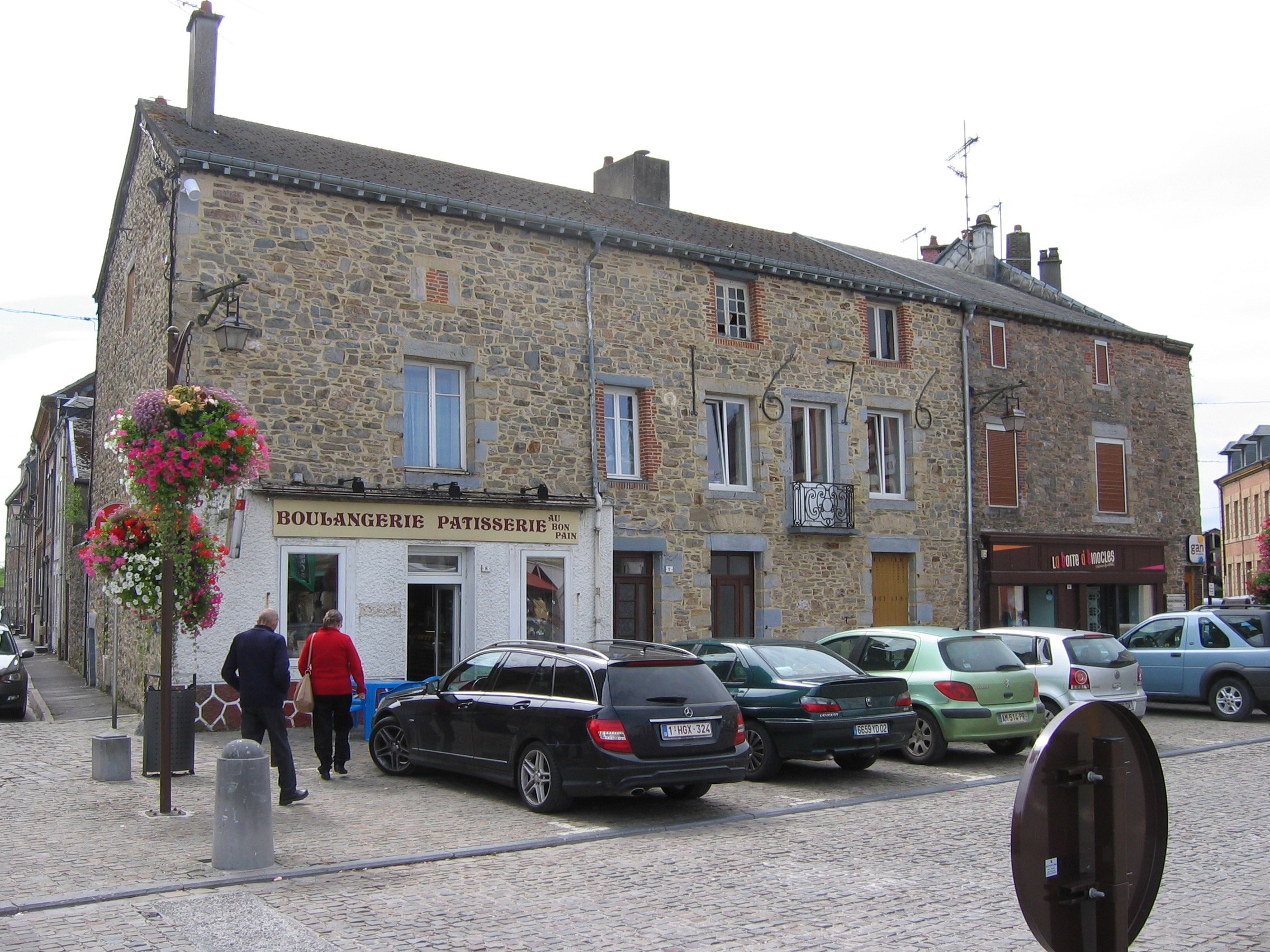
Ancienne maison de Marie-Catherine Huart et de Jacques Horbon à Rocroi, sur la Place d'Armes

Marie-Catherine Huart est née le 2 juin 1747 à Rocroi. Son arrière-grand-père était originaire de Rimogne, son grand-père s'était installé comme marchand à Rocroi, son père était greffier de la prévôté. À 23 ans, le 28 janvier 1771, elle est mariée à un maître de forges ardennais, Jacques Horbon, ancien maire de Rocroi, propriétaire de la forge du Prince à Brûly, dans la forêt de Couvin, l'un des berceaux du travail du fer en Belgique. Il était né en 1695, et donc de 52 ans son aîné. Il est possible qu'une lointaine parenté ait existé entre les familles Huart et Horbon, et que Jacques Horbon, sans descendance directe, l'ait épousé pour en faire son héritière. Jacques Horbon meurt quelques années plus tard, en septembre 1775. A 28 ans, elle se retrouve veuve. Poussé par ses parents, elle retisse des liens avec la bonne société de la région.
Le 12 juin 1777, elle se marie  avec Gaspard Monge, d'un an plus âgé qu'elle, professeur de mathématique, de chimie et d'histoire naturelle à l’école du génie de Mézières, et correspondant de l’Académie Royale des Sciences. Parmi les témoins figure Jean Pierre Tisseron, directeur des Postes et maire de Mézières, apparenté avec Marie-Catherine Huart. La famille de Gaspard Monge n'est pas présente. Pendant quelques mois, le mathématicien se fait également maître des forges, dirigeant sur place l’entreprise dont a hérité son épouse en 1775. L’expérience le passionne,.
Les années suivantes sont marquées par la naissance de sa fille Jeanne Charlotte Emilie, en 1778 à Rocroi, de sa deuxième fille Louise Françoise en 1779 à Mézières puis de sa troisième fille, Adélaïde, en 1780 à Mézières.

### Paris révolutionnaire
Ses fonctions amènent Gaspard Monge à alterner sa présence entre Paris et Mézières, à multiplier les contacts avec les savants de son siècle et à multiplier tout autant les déplacements. La famille s'établit à Paris en 1783 puis s'installe fin 1784 dans un appartement loué au 28 rue des Petits-Augustins. Lors de l’été 1786, la famille Monge est invitée par le duc de Castrie dans une propriété de celui-ci  à côté d’Arpajon et y retrouve Jean-Nicolas Pache (dont Gaspard Monge avait fait connaissance à Mézières en 1774),  sa femme et ses deux enfants.
La Révolution de 1789 éclate. Les époux Monge adhèrent aux idées nouvelles et suivent avec grand intérêt les événements. Marie-Catherine prend part aux travaux du Champ de Mars en 1790 pour préparer la Fête de la Fédération.
Le 10 août 1792, son mari est nommé Ministre de la Marine et des Colonies par l’Assemblée Nationale, sur proposition du mathématicien et philosophe Nicolas de Condorcet. Il accepte après avoir consulté son épouse. La famille Monge s’installe à l’hôtel de la Marine.
Le 21 septembre 1792, le décret de l’Assemblée nationale abolissant la royauté, est contresigné par Georges Danton, alors ministre de la Justice, et par Gaspard Monge. Le 21 janvier 1793, c'est l’exécution de Louis XVI place de la Révolution, devant l'hôtel de la Marine. Marie-Catherine Monge, opposée à cette exécution et ne voulant pas y assister, quitte son logement pour passer la journée, avec ses filles, chez le Directeur de la Monnaie. Le 8 avril 1793, Gaspard Monge démissionne du ministère de la Marine « pour faute de moyens », préférant en fait se retirer alors que le climat politique se tend entre Montagnards et Girondins, ces derniers prenant temporairement l'avantage. La famille Monge se réinstalle 28 rue des Petits-Augustins. Le 2 juin 1793, la situation politique se renverse, les Montagnards évinçant les Girondins du pouvoir et se scindant eux-mêmes en différents courants. Gaspard Monge reste à l'écart d'une vie politique marqué par les conflits contre une coalition  étrangère, et en France par la Terreur et la guerre de Vendée. Il marque sa fidélité à la République en se consacrant à la fabrication d'armes et de poudre, et à la création de l’ École Polytechnique. Leur ami Jean-Nicolas Pache est maire de Paris. Madame Monge tient un salon très politique rue des Petits-Augustins, fréquenté par les anciens Montagnards, notamment par des membres du Comité de Salut public, du Comité de sûreté générale et des mouvements révolutionnaires parisiens.
Après la chute de Robespierre, le 26 juillet 1794, commence une nouvelle phase de la Révolution française, la Convention thermidorienne. Le couple Monge marie leur fille Émilie avec Nicolas-Joseph Marey, un député bourguignon de la Convention. Quelques jours plus tard, Marie-Catherine Monge, informé par un voisin, prévient son mari qu'il fait l’objet d’une dénonciation calomnieuse, le disant lié à l’insurrection ratée du 1er prairial an III. Gaspard Monge se cache quelques semaines par précaution, avant que ses amis à la Convention, dont son gendre, interviennent pour faire cesser les soupçons à son encontre. Ce gendre, Nicolas-Joseph Maray, abandonne la vie politique en octobre 1795 et se réinstalle, avec Émilie Monge, en Bourgogne, pour s'y consacrer à la culture du vin,.

### L'amitié de Napoléon Bonaparte
Le 23 mai 1796, Gaspard Monge quitte Paris à la demande d'un brillant militaire promu depuis peu général en chef de l'Armée d'Italie, le général Bonaparte, pour une mission dans cette péninsule italienne, en compagnie de Claude Louis Berthollet. Les deux scientifiques y gagnent la confiance et l'amitié de Bonaparte. Durant son absence, Marie-Catherine Monge s’intéresse à la théophilanthropie, imaginée par Louis-Marie de La Révellière-Lépeaux. Les Monge sont anticléricaux, même si Marie-Catherine est plus modérée que son époux et plus tolérante vis-à-vis de la « religion de ses ancêtres  ». Les théophilanthropes pensent que la religion catholique n’est que superstition, et est condamnée à disparaître, au profit d’une religion  «  raisonnable  » s’appuyant sur la Science et la Morale. La théophilanthropie rallie à elle en 1796-1797 une bonne partie des personnalités fidèles à l’idéal républicain et ennemies du club de Clichy.
Gaspard Monge est de retour d'Italie le 26 octobre 1797. Il devient directeur de l’ École Polytechnique, par un arrêté du 28 octobre 1797. Le 1er novembre 1797, le couple Monge marie leur fille Louise avec Joseph Eschassériaux, une alliance encouragée durant des mois par Marie Catherine Monge. Joseph Eschassériaux est un ancien député de la Montagne. À la suite des nouvelles fonctions de Gaspard Monge, la famille déménage à nouveau pour un logement dans les dépendances du Palais Bourbon. Le 6 février 1798, Gaspard Monge repart en Italie, à nouveau en mission, cette fois à la demande du ministre des Relations extérieures, Talleyrand. Fin mars 1798, Marie-Catherine Monge reçoit la visite du général Bonaparte, au Palais-Bourbon. Ce général de 29 ans vient tenter de la convaincre d'accepter que son mari l'accompagne dans une expédition en Egypte, encore secrète, où il désire être accompagné des meilleurs savants, ingénieurs et artistes de France. Informée depuis plusieurs semaines par  Berthollet d'un mystérieux projet, elle avait fait part de sa forte inquiétude à son mari et est très réticente à cette aventure. Marie-Catherine Monge et le général Bonaparte se revoient à plusieurs reprises, et elle se fait promettre le retour sain et sauf de son mari, après un voyage qui ne pas doit durer, selon son interlocuteur, plus de quatre mois. Le 25 mai 1798, Gaspart Monge appareille de Civitavecchia pour l’Égypte, début d'une longue absence, entrecoupée de quelques rares courriers. Marie-Catherine Monge doit se montrer patiente et, même si de nombreuses personnalités scientifiques et artistiques proches du couple font partie de la même expédition, elle reçoit la visite régulière de quelques amis restés à Paris, dont le chimiste Louis-Bernard Guyton-Morveau, l'écrivain Pierre-François Tissot ou le peintre Jean Naigeon. Durant l'été 1799, elle acquiert, à proximité du Palais-Bourbon, une dépendance de l'ancienne abbaye de Panthemont, devenue bien national. Le bien comprend au moment de l'achat initial un pavillon, une cour adjacente et un jardin, situés derrière les bâtiments conventuels de l'abbaye,. Le 9 octobre 1799, à peine débarqué à Saint-Raphaël, Napoléon  Bonaparte, son chef d'état-major Louis-Alexandre Berthier, Claude Louis Berthollet, et Gaspard Monge remontent immédiatement sur Paris, à quatre dans une voiture.  Gaspard Monge est déposé le 16 octobre à 4 heures du matin au Pont Neuf à Paris, et rejoint à pied, mais sain et sauf, le domicile familial, au Palais-Bourbon.
Peu de temps après, survient le coup d'État du 18 brumaire (le 9 novembre 1799). Napoléon Bonaparte, revenu de façon impromptu d’Égypte, resurgit sur la scène politique à un moment où la République semble confronté à bien des difficultés. Il joue l'homme providentiel, impose un nouveau régime et s'intronise à sa tête, comme Premier consul. Gaspard Monge, redevenu entretemps directeur de l’École polytechnique, doit y renoncer, ayant été nommé sénateur à vie et étant également très sollicité sur des questions techniques liées à l'industrie de l'armement. Une nouvelle fois, la famille Monge déménage, quitte le Palais-Bourbon qui accueille désormais le Corps législatif, et s'installe dans leur nouvelle propriété, rue de Bellechasse. Les époux Monge sont l'un et l'autre convaincus que les idéaux révolutionnaires se retrouvent dans le nouveau régime consulaire, puis impérial. Ils sont régulièrement invités au château de Malmaison, puis à celui de Saint-Cloud, ou encore au Palais des Tuileries. Gaspard Monge continue à être sollicité pour différentes missions. Qu'il soit présent ou absent, son épouse accueille en maîtresse de maison son ami Claude Louis Berthollet, ses élèves Jean Nicolas Pierre Hachette (ardennais comme elle), François Arago, ou le comte de Saint Simon, ses collègues de l'Institut, tels le mathématicien Pierre-Simon de Laplace ou le chimiste Jean-Antoine Chaptal, ses compagnons de l'expédition d’Égypte, tel Dominique Vivant Denon, ses amis sénateurs tel François Marie d'Aboville, et d'autres personnalités parisiennes, ainsi que leurs épouses. Huit tables de jeux sont disposées dans trois des pièces de l'hôtel de Bellechasse. Sans doute y joue-t-on aux échecs, un jeu imprégné depuis quelques décennies du rationalisme de l'Encyclopédie grâce à Philidor, ou à ces jeux de cartes très politiques de l'époque qui exaltent les vertus attendues des citoyens et stigmatisent les vices de l'Ancien Régime. Lorsque son mari devient président du Sénat, Marie-Catherine Monge organise tous les quinze jours une réception plus protocolaire de vingt-cinq couverts, qui ravissent les fins gourmets, y compris l'exigeant Cambacérès.
Le 1er mars 1808, un décret impérial fait du couple Monge les comte et comtesse de Péluse. Le titre de comte est en fait accordé à tous les sénateurs. Le nom de terre de Péluse témoigne par contre d'une attention particulière de l'empereur, rappelant à son ancien compagnon d'Égypte le souvenir de leur passage conjoint sur les ruines de cette cité antique, au retour d'une dangereuse excursion militaire en Syrie. Il est impossible aux époux Monge de refuser cette distinction, mais ces anciens défenseurs de la Révolution évitent de tirer vanité de cette noblesse d'Empire. Marie-Catherine Monge, en particulier, continue de signer «Huart, femme Monge», n'ajoutant que sur de rares courriers plus formels ce titre de comtesse de Péluse,.

### La Restauration
En décembre 1813, Gaspard Monge est en mission en Belgique en tant que commissaire extraordinaire de l'Empire. Mais il ne peut rien faire contre les forces de la Sixième Coalition et il revient de façon précipitée à Paris le 4 février 1814, affolé et malade. En mars 1814, les Monge se réfugient à Bourges. Le 2 avril, l'assemblée du Sénat, sans Gaspard Monge, prononce la déchéance de l'Empereur. Le 13 avril, celui-ci abdique à Fontainebleau et gagne l'exil sur l'île d'Elbe.  C'est le début de la première Restauration. Les Monge reviennent ce même mois d'avril à Paris. 
Le 1er mars 1815, 11 mois plus tard, Napoléon Bonaparte débarque dans le golfe Juan, à Antibes, et remonte vers Paris. Le 20 mars au matin, le roi Louis XVIII quitte le Palais des Tuileries pour Gand. Le soir même, Monsieur et Madame Monge sont présents à ce même Palais des Tuileries, parmi les anciens compagnons de l'Empereur, pour y accueillir Napoléon Bonaparte. Marie-Catherine Monge demande à Napoléon la permission de l'embrasser. Elle est la seule femme à l'embrasser ce soir là.
Le 18 juin 1815, la bataille de Waterloo marque l’échec des Cent-Jours et sonne la fin de l'épopée impériale. Le 22 juin, Napoléon Bonaparte abdique à nouveau. C'est le retour de Louis XVIII et le début de la seconde Restauration. Gaspard Monge, rayé de l'Institut et de l'Académie des Sciences dont il était membre depuis 44 ans, est désespéré et sa santé se dégrade encore. Il est prostré et abattu de longs mois. Il meurt le 28 juillet 1818, et est inhumé au cimetière du Père-Lachaise à Paris. Berthollet, Chaptal, Laplace, Humboldt, Larrey, Prony, Geoffroy Saint-Hilaire, et bien d'autres scientifiques, ralliés au nouveau régime ou en délicatesse, sont présents à cette inhumation. Un petit monument anonyme lui est consacré.
Il n'y a pas de partage des biens de sa succession, Marie-Catherine Monge reçoit procuration de ses filles et de ses gendres pour continuer à les gérer comme elle a toujours fait. Elle achète également une concession perpétuelle au Père Lachaise et lance une souscription dans le Journal de Paris, non point pour répondre à un besoin financier mais pour permettre aux amis du savant et de la famille, aux anciens élèves et aux polytechniciens d'y participer, dans un climat politique peu favorable. La commission gérant la souscription est présidée par Berthollet. Le cénotaphe ainsi édifié comporte un buste du savant, sous un portique orné de soleils égyptiens, de couronnes, de fleurs de lotus et de pavot. Marie-Catherine Monge, malgré son âge, fait de l'hôtel de Bellechasse un des lieux de rencontre des anciens bonapartistes. La maîtresse de maison y entretient le souvenir du régime consulaire et impérial. La visite des élèves de Polytechnique à la tombe de Monge devient également une tradition à la date anniversaire de sa mort. Avec la révolution de 1830 s'amorce une reconnaissance des anciens bonapartistes, honnis sous Louis XVIII et Charles X. Les autorités communales de Beaune réinstallent le portrait de Gaspard Monge dans la grande salle de l’hôtel de ville. L'école Polytechnique prie Marie-Catherine Monge de bien vouloir leur refaire don du buste de son mari, qu'elle lui avait fait reprendre en 1818. Son petit-fils Camille Eschassériaux est élu député de Charente-Maritime et siège au centre-gauche. 
Marie-Catherine se lève à quatre heures de l'après-midi. Elle tient toujours table ouverte et reçoit, bien souvent les veuves des anciens compagnons de l'Empire, et ces dames jouent au whist et au boston jusqu'à onze heures du soir. Elle meurt à 98 ans. Elle est inhumée à côté de son mari au cimetière du Père Lachaise.